# Anomaloglossus roraima
Anomaloglossus roraima е вид жаба от семейство Aromobatidae.

## Разпространение
Видът е разпространен във Венецуела.